# Okres Spišská Nová Ves
Okres Spišská Nová Ves slovenský okres ležící v Košickém kraji, v jeho severozápadní části. Na severu hraničí s okresy Poprad, Levoča a Prešov, které se nachází v Prešovském kraji, na jihu s okresy Rožňava a Gelnica. V roce 2023 žilo na území okresu přibližně 98 tisíc obyvatel.
Správním sídlem okresu je město Spišská Nová Ves.

## Poloha
Okres Spišská Nová Ves je nejsevernějším okresem Košického kraje, jeho severní část sousedí s Prešovským krajem. Národopisně je součástí historického regionu Spiš, resp. jeho dolní části.

### Přírodní poměry
Území okresu je z většiny hornaté, z jihu vystupuje Slovenské rudohoří, ve kterých se na západě okresu nachází populární turisitický cíl Národní park Slovenský raj, směrem na sever nadmořská výška okresu klesá. Nejvyšším bodem okresu je vrchol Hoľa ve Volovských vrších, poblíž obce Hnilec s nadmořskou výškou 1 266 m.
Hlavními vodními toky v okrese jsou řeky Brusník a Hornád, které se stékají ve Spišské Nové Vsi, odkud dále pokračují jen jako řeka Hornád. Jižní částí okresu protéká řeka Hnilec. V oblasti Slovenského raje pramení několik říček s velkým převýšením, tvořící menší vodopády a kaskády (Obrovský vodopád na řece Kyseľ, Závojový vodopád).

## Doprava

### Silniční doprava
Okresem neprochází žádné silnice I. třídy, nejdůležitější silniční síť je tvořena 91 kilometry silnic II. tříd, silnic III. tříd je v okrese celkem 120 kilometrů. Severním cípem okresu u obce Iliašovce prochází slovenská dálnice D1. 

### Železniční doprava
Páteřním železničním uzlem procházejícím okresem je dvoukolejná elektrifikovaná železniční trať č. 180 Košice–Žilina, dvěma menšími železničními tratěmi v okrese jsou tratě ze Spišské Nové Vsi do Levoči, na které byl zrušen osobní provoz a ze Spišských Vlach do Spišského Podhradí, která je dnes muzejní drahou. Jižní částí okresu prochází železniční trať č. 173 Margecany–Červená Skala, která navazuje na trať do Banské Bystrice.

## Památky
- Spišský hrad
- Římskokatolické kostely Ducha Svatého v Žehre (UNESCO) a Nanebevzetí Panny Marie ve Spišské Nové Vsi
- Kaštiel a letohrádek Dardanely v Markušovciach
- MPZ Spišská Nová Ves, Markušovce, Spišské Vlachy
- Pillerov Kaštiel, Krompachy

## Seznam obcí
V okrese se nachází 36 obcí. z toho 33 obcí a 3 města (zvýrazněna tučně).
- Arnutovce
- Betlanovce
- Bystrany
- Danišovce
- Harichovce
- Hincovce
- Hnilčík
- Hnilec
- Hrabušice
- Chrasť nad Hornádom
- Iliašovce
- Jamník
- Kaľava
- Kolinovce
- Krompachy
- Letanovce
- Lieskovany
- Markušovce
- Matejovce
- Mlynky
- Odorín
- Olcnava
- Oľšavka
- Poráč
- Rudňany
- Slatvina
- Slovinky
- Smižany
- Spišská Nová Ves
- Spišské Tomášovce
- Spišské Vlachy
- Spišský Hrušov
- Teplička
- Vítkovce
- Vojkovce
- Žehra